# Historia Polski
Seria artykułów szczegółowych poświęconych historii Polski podzielona została na dwie części: hasła chronologiczne i monografie. Pierwsze podejmują kwestie historii politycznej Polski, w tym przede wszystkim polityki zewnętrznej i ważnych przemian wewnętrznych w kolejnych przedziałach czasowych. Monografie opisują natomiast poszczególne formy państwa polskiego od Polski pierwszych Piastów po III Rzeczpospolitą – jego społeczeństwo, władzę, ustrój, gospodarkę, wojskowość itd.
Historia Polski – obejmuje dzieje państwa i narodu polskiego od X do XXI wieku.
Dzieje Polski rozpoczynają się wraz z panowaniem pierwszego historycznego władcy, Mieszka I, który rządził od około 960 roku, a w 966 roku przyjął chrzest. Jednak wczesnopiastowskie państwo istniało już wówczas od co najmniej kilkudziesięciu lat, o czym świadczy budowa wielu grodów jeszcze przed panowaniem Mieszka. Syn Mieszka, Bolesław Chrobry, w 1025 roku został koronowany na pierwszego króla Polski. Do 1138 roku Polska jako monarchia patrymonialna rządzona była przez władców z dynastii Piastów, którzy nie licząc wydzielanych juniorom dzielnic i przejściowych okresów podziału, zachowywali zwierzchność nad całym jej terytorium.
W efekcie tzw. ustawy sukcesyjnej księcia Bolesława Krzywoustego ziemie polskie uległy na 150 lat pogłębiającemu się rozbiciu dzielnicowemu. Próby ponownego zjednoczenia zaczęto podejmować pod koniec XIII w., a ostatecznie zostały one uwieńczone koronacją Władysława Łokietka w 1320 roku. Dynastia Piastów wygasła po śmierci jego syna, Kazimierza Wielkiego w 1370, który nie pozostawił legalnego następcy. Rządy w Polsce przejęli Andegawenowie (Ludwik Węgierski i Jadwiga), a następnie – poprzez ślub Jadwigi z wielkim księciem litewskim Jagiełłą – królowie z dynastii Jagiellonów.
W 1569 r. Korona Królestwa Polskiego weszła w stały związek z Wielkim Księstwem Litewskim. Na mocy unii zawartej w Lublinie powstała Rzeczpospolita Obojga Narodów, którą od 1573 r. rządzili władcy powoływani drogą wolnej elekcji. Państwo to było jednym z największych terytorialnie organizmów politycznych Europy. Po pokoju z Rosją zawartym w Polanowie w 1634 r. osiągnęło powierzchnię 990 tys. km². W tym okresie w Rzeczypospolitej wykształcił się swoisty system polityczny, oparty na dominacji liczniejszej niż w innych krajach europejskich szlachty i systemie rządów parlamentarnych. Złoty wiek państwa przypadł na okres rządów ostatnich Jagiellonów. Ostatecznie zakończył się on wraz z wojnami połowy XVII wieku.
W kolejnym stuleciu pogrążona w anarchii Rzeczpospolita zaczęła popadać w silną zależność od Rosji, a następnie zniknęła z mapy Europy w rezultacie trzech rozbiorów dokonanych przez Imperium Rosyjskie, Królestwo Prus oraz Cesarstwo Austrii w latach: 1772, 1793 i 1795. Samodzielne państwo polskie nie istniało aż do XX wieku, choć okresowo pojawiały się jego szczątkowe formy, takie jak Księstwo Warszawskie, Królestwo Polskie czy Wielkie Księstwo Poznańskie. Pełne odrodzenie Polski nastąpiło dopiero po I wojnie światowej, kiedy w sytuacji upadku mocarstw rozbiorowych powstała II Rzeczpospolita. Istniała ona do 1939 r., czyli do początku II wojny światowej. We wrześniu 1939 ziemie polskie zajęte zostały przez III Rzeszę i ZSRR. Dopiero od 1944 r. rozpoczęło się ich stopniowe przejmowanie przez oddziały sowieckie i utworzonego u ich boku Ludowego Wojska Polskiego.
Po zakończeniu wojny Polska znalazła się za tzw. żelazną kurtyną, a władzę w niej przejęli komuniści. W 1952 r. państwo przemianowano na Polską Rzeczpospolitą Ludową. Do 1989 panował w niej system partyjny, w którym przewodnią rolę pełniła Polska Zjednoczona Partia Robotnicza. Oprócz niej występowały jeszcze ugrupowania satelickie – ZSL i SD. Upadła ona ostatecznie w efekcie procesu określanego mianem Jesieni Narodów. Wybory parlamentarne w 1989 r. zapoczątkowały procesy demokratyzacji i reform gospodarczych, które umożliwiły III Rzeczypospolitej wstąpienie do NATO (1999), a następnie do Unii Europejskiej (2004).

## Prehistoria ziem polskich
Pierwsze ślady obecności człowieka z gatunku Homo Neanderthalensis na ziemiach polskich datowane są na 200 tys. lat p.n.e. Przejście z kultury paleolitycznej do neolitycznej nastąpiło na ziemiach polskich w między 8000 a 4500 r. p.n.e. Okres neolitu jest epoką, w której ostatecznie utrwaliła się przewaga hodowli i rolnictwa nad zbieractwem i łowiectwem. Lata 4500–2500 p.n.e. to pojawienie się z obszarów naddunajskich kultur ceramicznych – wstęgowej rytej i wstęgowej kłutej, drugi okres, trwający do 2000 r. p.n.e., to ceramiki malowane i pozbawione malowanej ornamentacji, ale przede wszystkim pojawiła się wówczas kultura pucharów lejkowatych. W trzecim okresie (do 1800 r. p.n.e.) pojawiało się na ziemiach polskich kilka kultur: kultura ceramiki wstęgowej, kultura amfor kulistych oraz kultura ceramiki sznurowej, z którą wiąże się początki hodowli konia.
Początek epoki brązu na terenach dzisiejszej Polski datuje się na lata 1800–700 p.n.e., a wiąże się ją z kulturą unietycką, obok której istniały prymitywniejsze kultury iwieńska i mierzanowicka. Około 1600 r. p.n.e. kultura unietycka przekształciła się w pasterską kulturę przedłużycką, na którą ok. 300 lat później nałożyła się wysoko rozwinięta kultura łużycka, z którą wiąże się umiejętność wytopu żelaza.

## Historia Polski

### Państwo pierwszych Piastów (do 1138)

#### Historia

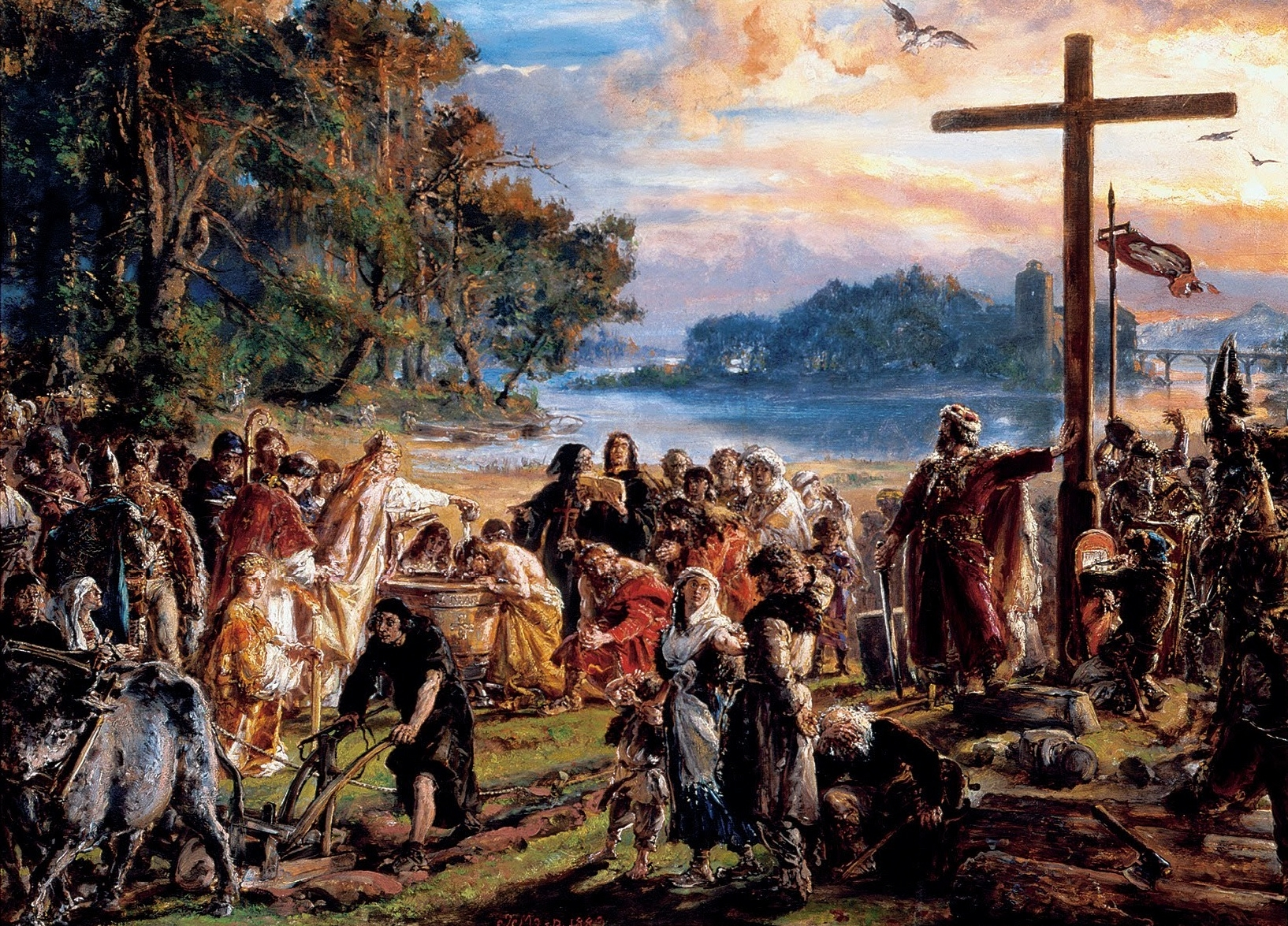
Jan Matejko, Zaprowadzenie chrześcijaństwa

Około IX w. na ziemiach polskich zaczęły się tworzyć silne organizmy polityczne. Do największego znaczenia doszły dwa – państwo Wiślan, wokół Krakowa i państwo Polan, wokół Gniezna i Poznania. Państwo Wiślan znalazło się przypuszczalnie w drugiej połowie wieku pod panowaniem wielkomorawskim, a potem, między 936 a 945 rokiem, czeskim. Z panowaniem wielkomorawskim wiązać można wspominany w źródłach chrzest księcia Wiślan.

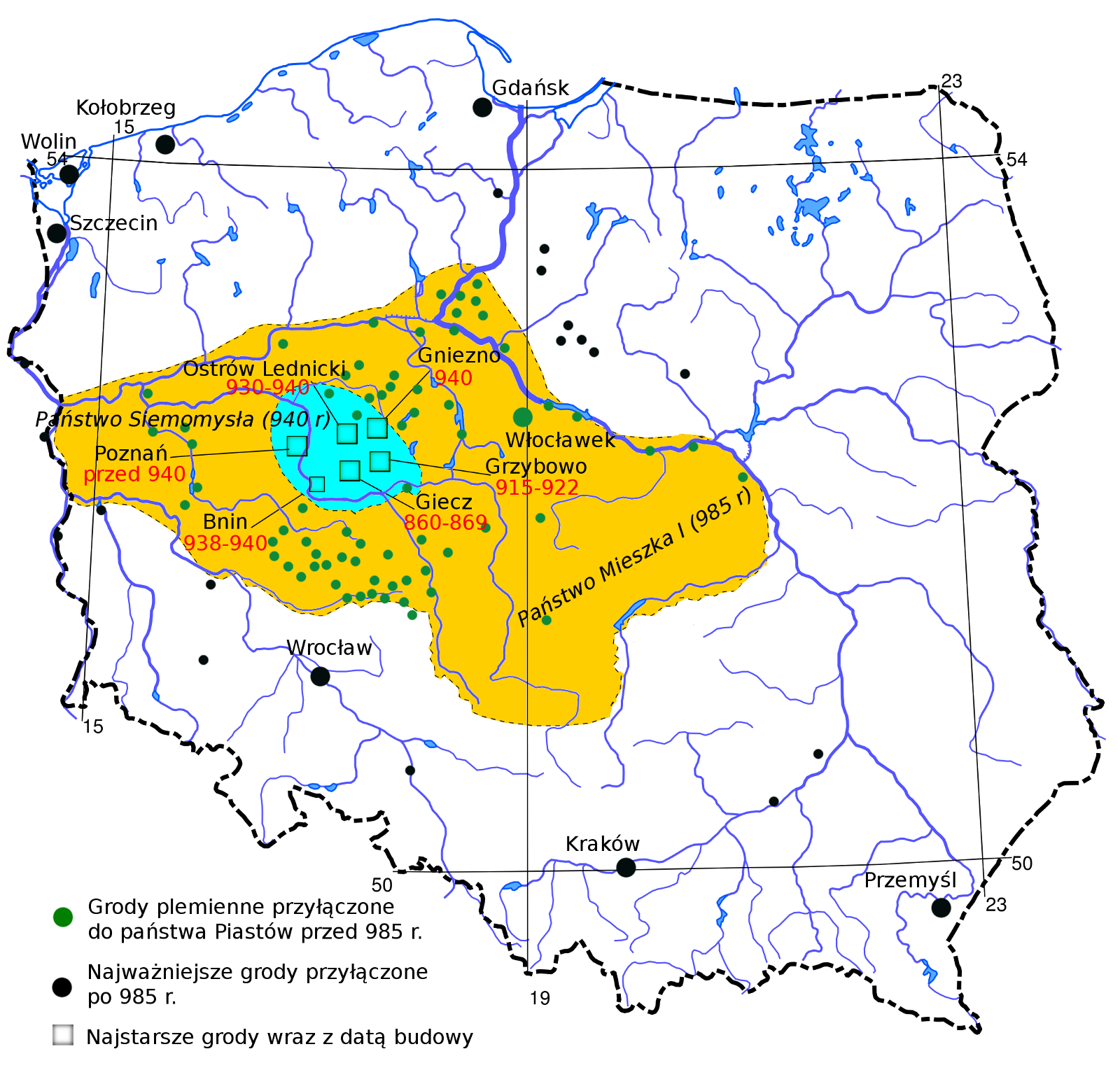
Grody w okresie Mieszka I

Około 930–940 roku na północy władcy Polan poczęli prężnie przyłączać okoliczne ziemie, do ok. 960 roku panowali już nad całą Wielkopolską. Pierwszy historyczny władca z tej dynastii Mieszko I w 966 r. przyjął chrzest. Mieszko nigdy nie został królem, do końca życia był księciem. Pod koniec jego panowania państwo obejmowało Wielkopolskę, Mazowsze, część Pomorza z Gdańskiem, Śląsk i prawdopodobnie Małopolskę. Zarówno on, jak i jego następcy prowadzili walki z państwami Cesarstwa Niemieckiego oraz Czechami i Rusią Kijowską, a także z plemionami słowiańskimi osiadłymi między Odrą a Łabą.

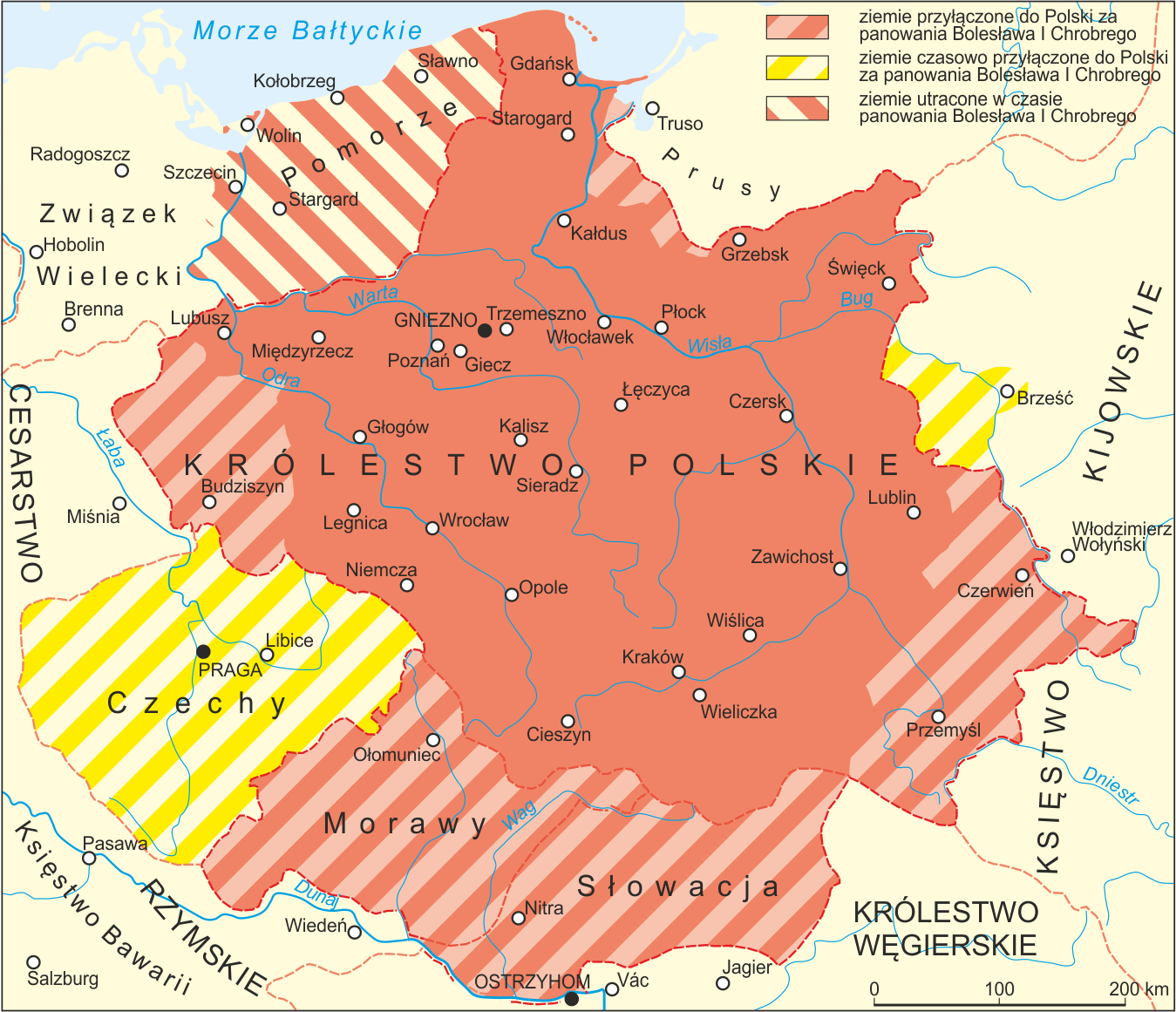
Polska w czasach Chrobrego

Największy zasięg terytorialny państwo osiągnęło za czasów Bolesława I Chrobrego, był on synem pierwszego władcy Polski. Chrobry zajął Milsko, Łużyce, Morawy, Słowację (a przejściowo także Czechy) i przywrócił Polsce Grody Czerwieńskie.
Bolesławowi Chrobremu udało się w 1000 roku ustanowić w Polsce niezależną metropolię kościelną, ze stolicą w Gnieźnie, domniemany akt koronacyjny dokonany w tym roku przez Ottona III, potwierdzony został w 1025 roku sakrą papieską. W tym roku Chrobry został koronowany, wkrótce jednak zmarł. Upadek państwa pierwszych Piastów nastąpił w 1031 za panowania syna Bolesława Mieszka II, utracone zostały niemal wszystkie terytoria przyłączone przez Bolesława, a dynastia utraciła insygnia koronacyjne. Najazd księcia czeskiego Brzetysława z 1038 roku i powstanie ludowe dopełniły dzieła zniszczenia.
Panowanie Kazimierza Odnowiciela rozpoczęło okres odbudowy państwa, zwieńczony koronacją w 1076 r. jego syna Bolesława Śmiałego. Bolesław koronację zawdzięczał wspieraniu papieża Grzegorza VII w jego sporze z cesarzem. Konflikt z biskupem Stanisławem ze Szczepanowa, a prawdopodobnie z szerszą grupą możnowładców doprowadził do wygnania króla i sięgnięcia po władzę przez jego, uległego cesarstwu, brata Władysława Hermana. Po długiej rywalizacji między jego synami Zbigniewem i Bolesławem, rządy objął ten ostatni, po swej śmierci podzielił on państwo między synów, nadając najstarszemu tytuł seniora. Rok 1138 przyjmuje się za początek rozbicia dzielnicowego.

#### Gospodarka i społeczeństwo
Podstawą władzy książąt polskich była drużyna książęca – grupa wojów otaczająca księcia i będąca na jego utrzymaniu. Prawdopodobnie o jej sile stanowili wojownicy normańscy. Książę i jego otoczenie czerpało dochody z wypraw wojennych, skąd sprowadzano niewolników, oraz ze świadczeń ściąganych z ludności wiejskiej. Ośrodkami władzy były grody. Po podboju wznoszono nowe grodziska na miejscu starych. Najważniejszymi grodami, spośród ok. 60–80, były Gniezno, Poznań, Kraków, Kruszwica, Ostrów Lednicki, Płock, Wrocław, Opole, Głogów i Niemcza. Grody otoczone były podgrodziami, w których rozwijało się rzemiosło i handel. W rejonie grodów rozlokowane były osady zasiedlone ludnością służebną.
Książę był właścicielem całej ziemi w kraju, część praw mógł odstąpić w użytkowanie poszczególnym osobom czy instytucjom. Prawo książęce (ius ducale) oddawało w ręce władcy szereg przywilejów, od monopoli na korzystanie z lasów czy kopalin (regale) po szereg powinności i usług świadczonych przez grupy lub poszczególne osoby. Ludność podzielona była na szereg kategorii regulujących charakter i wysokość świadczeń na rzecz władcy. Nie jest jasne kiedy ukształtowało się prawo książęce, najprawdopodobniej nastąpiło to w końcu XII wieku, a więc niebezpieczne jest odnoszenie go do okresu przed śmiercią Krzywoustego, jakkolwiek pewne cechy na pewno istniały już wówczas.
Po kryzysie monarchii z lat 30. XI wieku rozpadł się system wojskowy oparty na drużynie, a zaczął kształtować się stan rycerski, już nie utrzymywany przez księcia, a nagradzany nadaniami. Z czasem ukształtowało się odrębne prawo rycerskie (ius militare) regulujące powinności i przywileje wojowników, jak w przypadku innych grup. Pod koniec okresu co potężniejsi możnowładcy również dorobili się własnej klienteli rycerskiej, którą, naśladując księcia, nagradzali nadaniami. Swoich rycerzy mieli wojewodowie Sieciech i Skarbimir oraz arcybiskup. Jednak do obrony kraju nadal zobowiązana była cała ludność, a wszystkie grupy miały charakter otwarty.
W toku dziejów dużą władzę w państwie zdobył sobie wojewoda (palatinus), który pierwotnie zarządzał dworem władcy, z czasem stał się drugą osobą w państwie, a czasem potrafił podporządkować sobie księcia, jak to było w przypadku Sieciecha. Na czele prowincji stali naczelnicy (principes terrae), szacuje się, że było ich około sześciu, często zostawali nimi członkowie rodu książęcego. Urząd naczelników przestał istnieć w okresie rozbicia kraju na dzielnice. Okręgiem grodowym zarządzał żupan (comes), sprawowali władzę sądową, wojskową i skarbową. Tereny przygraniczne otrzymywały status marchii, znane są marchie głogowska i gdańska.

#### Kultura i życie religijne

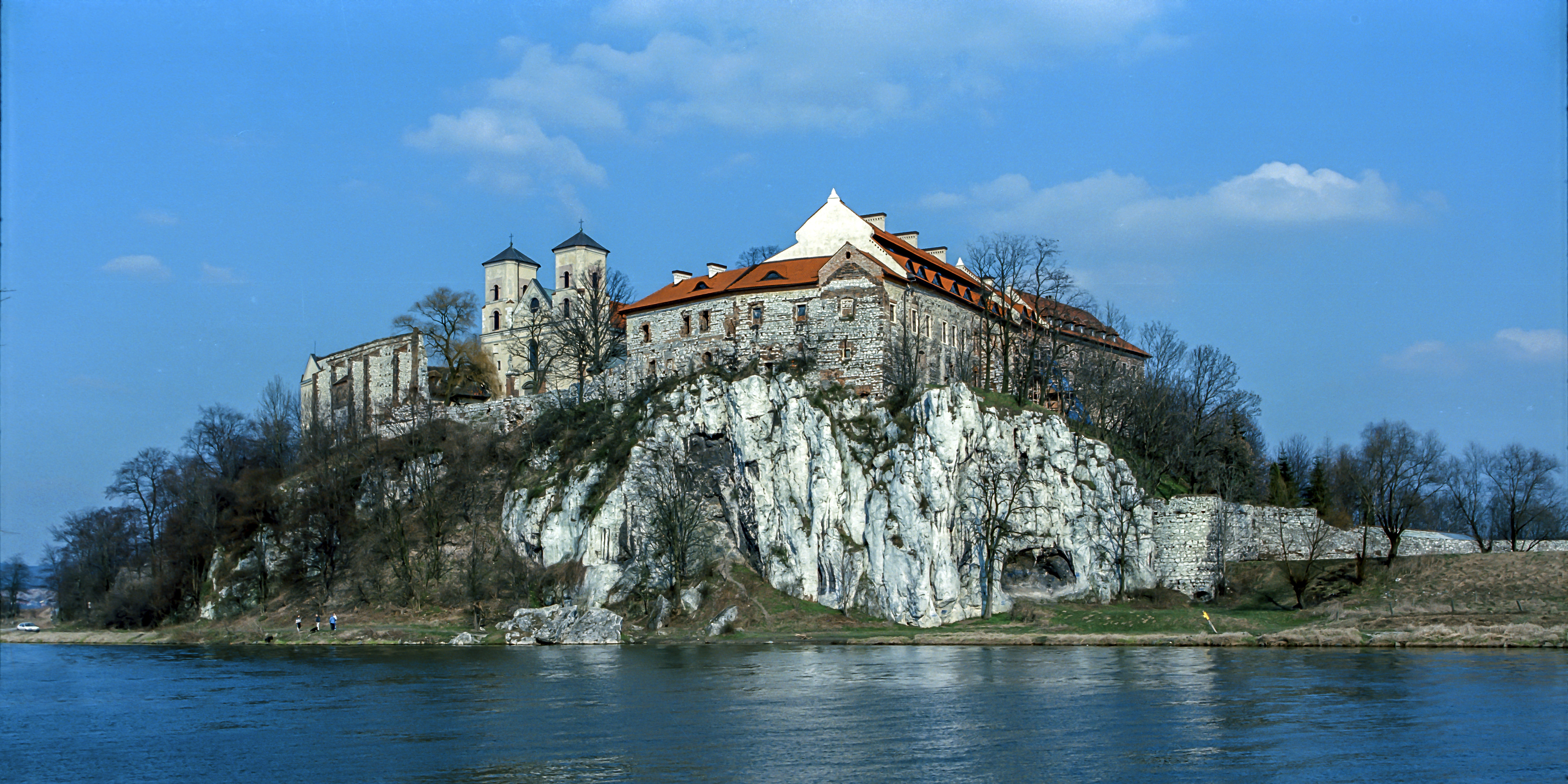
Klasztor benedyktyński w Tyńcu

Początki kultury pisma w Polsce wiąże się z przyjęciem chrześcijaństwa. Pierwszym zabytkiem tego typu jest dokument Dagome iudex, którym Mieszko I oddawał swe państwo w opiekę Stolicy Piotrowej. Z obecnością Brunona z Kwerfurtu związane są pierwsze dzieła literackie: Drugi żywot i Pasja św. Wojciecha oraz Żywot Pięciu Braci Męczenników. W tym samym czasie powstają także pierwsze roczniki spisywane na ziemiach polskich i dotyczące Polski, najbogatszy z nich to Rocznik kapitulny krakowski dawny.
Bezpośrednio po chrzcie Mieszka I powstało w Poznaniu biskupstwo misyjne, na czele którego stanął Jordan. Wraz z utworzeniem w 1000 roku metropolii gnieźnieńskiej powstały stałe sufraganie w Kołobrzegu, Wrocławiu i Krakowie. Poznań został podporządkowany Gnieznu dopiero ok. 1012 r., problemem było także objęcie jurysdykcją Śląska i Małopolski, które były podporządkowane biskupstwom czeskim, a Kraków mógł mieć nawet własne biskupstwo. Polska stała się także ośrodkiem działalności misyjnej. Najważniejszymi misjonarzami byli św. Wojciech i Bruno z Kwerfurtu. Razem z nimi przybywali do Polski benedyktyni, którzy zakładali pierwsze eremy i prowadzili działalność chrystianizacyjną.
W latach 1031–1032 wybuchła w Polsce tzw. reakcja pogańska, która z późniejszym najazdem czeskim niemalże doszczętnie zniszczyła organizację kościelną w Polsce. Niezwykle dotkliwa była utrata relikwii św. Wojciecha. Po ustabilizowaniu się władzy Kazimierza I, w 1046 r. powołano biskupstwo w Krakowie, które przez dłuższy czas pozostawało stolicą polskiej prowincji kościelnej. W Tyńcu osadzono zaś benedyktynów. Bolesławowi udało się dokończyć dzieło ojca w roku 1075/76, gdy powołał on biskupstwa w Poznaniu, Płocku oraz Gnieźnie, które na powrót stało się stolicą polskiej metropolii, przyłączono też, odnowione jeszcze przez Kazimierza, ale podporządkowane Magdeburgowi, biskupstwo we Wrocławiu. Za czasów Bolesława Krzywoustego powołano biskupstwa we Włocławku i Kruszwicy na Kujawach oraz dokonano chrystianizacji Pomorza, czego efektem było powołanie biskupstwa w Wolinie w 1140 roku. W latach 1130–1136 trwał konflikt z arcybiskupem Magdeburga Norbertem, który rościł sobie prawo do zwierzchności nad polskim Kościołem, jednak ostatecznie jego starania nie powiodły się.

### Polska w okresie rozbicia dzielnicowego (1138–1320)

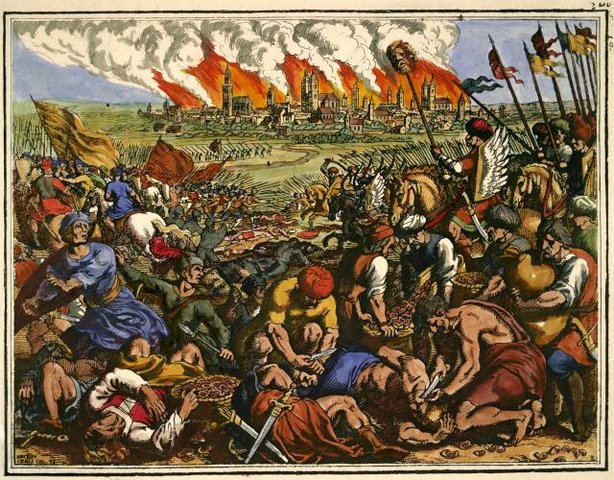
Bitwa pod Legnicą

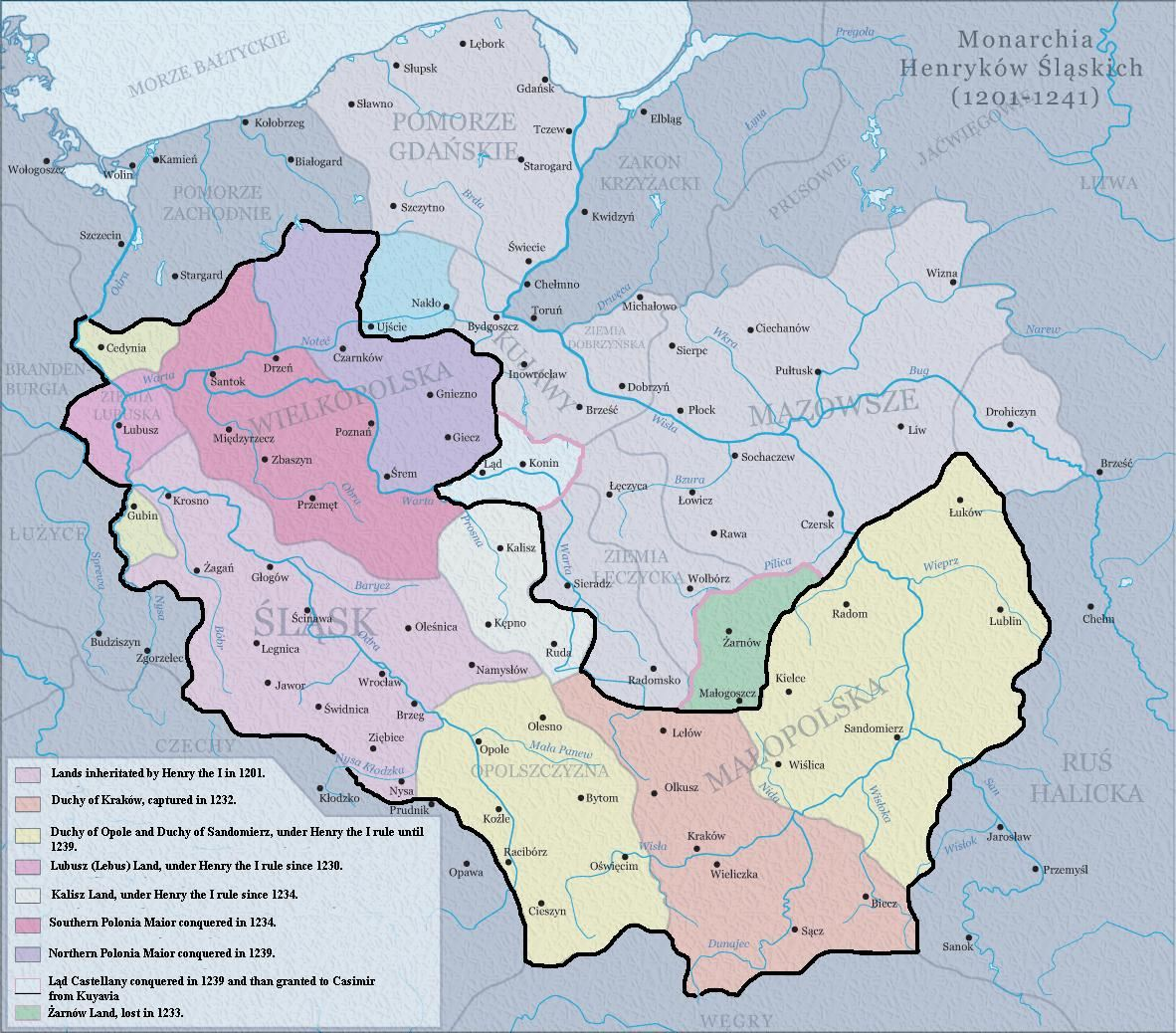
Monarchia Henryków śląskich

W 1138 r. Bolesław Krzywousty podzielił kraj między swoich synów: najstarszy Władysław otrzymał Śląsk, ziemię lubuską i dzielnicę senioralną, a także tytuł seniora. Pozostali bracia otrzymali: Bolesław – Mazowsze i Kujawy, Mieszko – Wielkopolskę, Henryk – ziemię sandomierską, a Kazimierz, który urodził się po śmierci ojca – ziemię łęczycką.
Władzę zwierzchnią miał pełnić senior, który był odpowiedzialny za politykę zagraniczną i sądził braci. Bolesław chciał w ten sposób uniknąć walki między synami po jego śmierci, jednak nie osiągnął swego celu. Już w 1146 r. bracia wygnali Władysława. Po nim władzę objął Bolesław Kędzierzawy, a po jego śmierci Mieszko Stary. Został on wkrótce wygnany, a władzę przejął Kazimierz Sprawiedliwy. Ostatecznie zasada senioratu upadła w 1180 r. na zjeździe w Łęczycy, gdzie Kazimierz zagwarantował dziedziczenie ziemi krakowskiej swoim synom.
W państwie powstało wiele rywalizujących ze sobą księstw. Próbę zjednoczenia podjęli Henryk Brodaty i Henryk Pobożny, książęta śląscy. Zajęli oni Wielkopolskę, ziemię krakowską i ziemię lubuską. Jednak najazd tatarski w 1241 roku i klęska pod Legnicą, gdzie zginął Henryk Pobożny, spowodowały rozpad tamtejszej monarchii.
W XIII w. nasiliły się tendencje zjednoczeniowe. Podzielone państwo traciło na arenie międzynarodowej – część ziem zajęli Brandenburczycy i Krzyżacy, ponawiały się najazdy tatarskie. W 1295 roku na króla Polski koronował się książę wielkopolski Przemysł II, krótko potem został jednak zamordowany. Koroną polską zainteresowani byli też czescy władcy z dynastii Przemyślidów. W 1300 roku król czeski Wacław II koronował się na króla Polski, zmuszając księcia Władysława Łokietka do ucieczki z kraju. Łokietek wrócił w 1304 roku, rok później zmarł Wacław II. Po nim koronę czeską i polską objął jego syn Wacław III, został jednak zamordowany w 1306 roku. Po jego śmierci Czesi opuścili Polskę i rządy w Krakowie objął Władysław Łokietek. Rządził też na Pomorzu Gdańskim, które zostało napadnięte w 1308 roku przez Brandenburczyków. Łokietek poprosił o pomoc Krzyżaków, jednak po wygnaniu najeźdźców Krzyżacy włączyli Pomorze do swojego państwa. W 1311 roku Łokietek musiał stłumić bunt wójta Alberta, a w 1314 zajął Wielkopolskę. Po opanowaniu dwóch najważniejszych dzielnic został koronowany w 1320 roku w Krakowie.
Państwo Łokietka obejmowało tylko część ziem polskich. Poza granicami znajdowały się księstwa śląskie, stopniowo uzależniane od królestwa czeskiego, nie udało się przyłączyć utraconego w XII wieku Pomorza Zachodniego, niezależne pozostały księstwa mazowieckie, od czasów Leszka Białego zainteresowane terenami ruskimi.

### Zjednoczone Królestwo Polskie 1320–1386

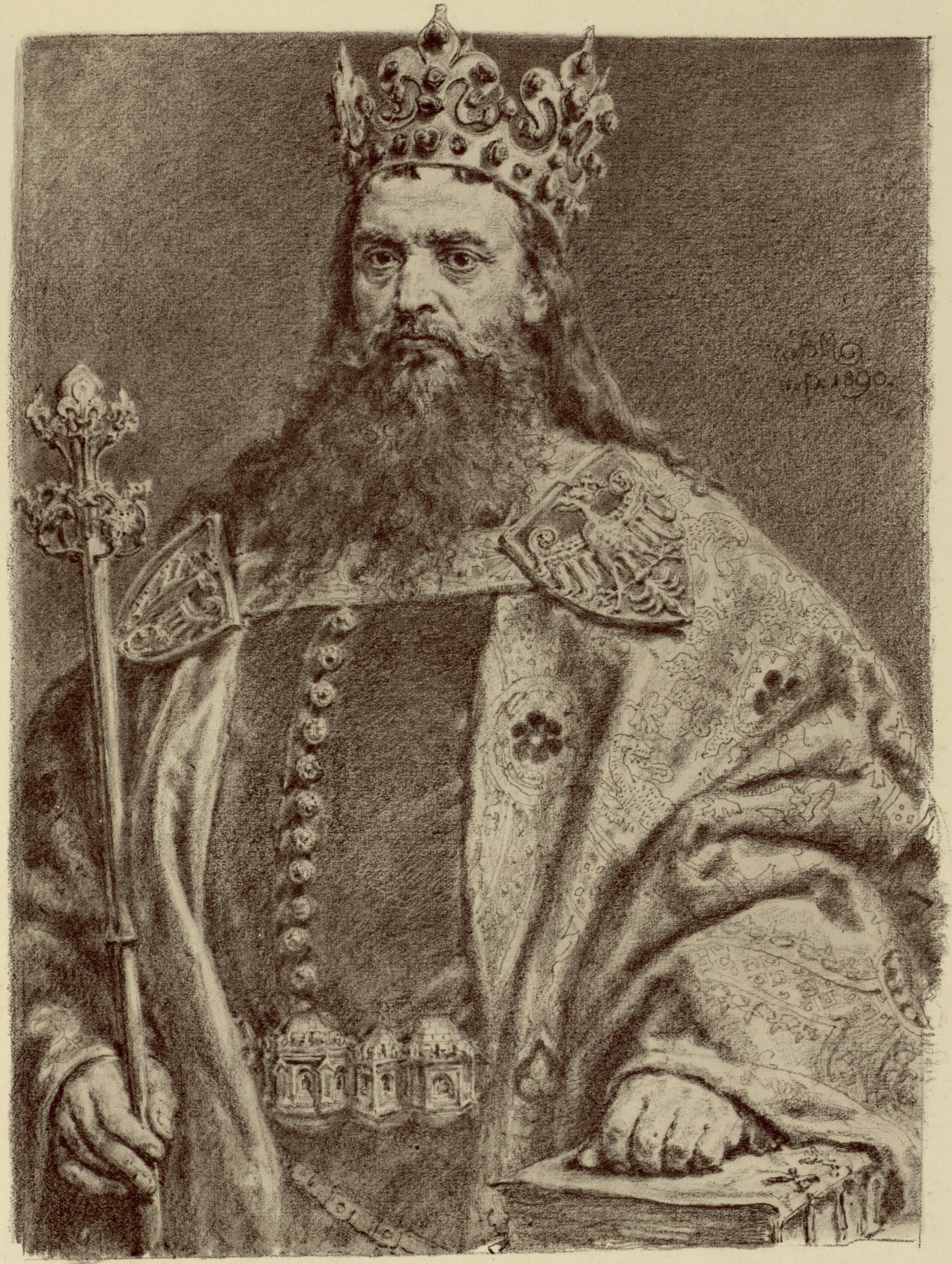
Kazimierz III Wielki, rysunek Jana Matejki

20 stycznia 1320 w Krakowie został koronowany Władysław Łokietek. Tę datę uznaje się za moment odtworzenia zjednoczonego Królestwa Polskiego. W tym okresie Polska prowadziła wpierw wojnę z zakonem krzyżackim, a następnie przede wszystkim dyplomatyczne spory z Krzyżakami i Luksemburgami. W efekcie działań króla Kazimierza Wielkiego i jego doradców w 1335 r. Luksemburgowie zrzekli się, w zamian za 20 000 kop groszy praskich, praw do tytułu króla Polski. Tym samym rządzący w Krakowie Piast został przez społeczność międzynarodową uznany za króla Polski. Działania prowadzone przez niego w kolejnych latach pozwoliły na zakończenie sporu z Krzyżakami (układ w Kaliszu z 1343 r.), a następnie podjęcie ekspansji na Ruś Halicko-Włodzimierską. Po śmierci Kazimierza Wielkiego w 1370 r. tron polski przejął Ludwik Węgierski z dynastii Andegawenów. Okres jego rządów to zarazem początek supremacji szlachty w życiu politycznym kraju, obdarzonej w 1374 r. w Koszycach pierwszym przywilejem generalnym. Kiedy również Ludwik zmarł w 1382, w Polsce nastąpił okres najdłuższego w jej historii bezkrólewia. Ostatecznie królem Polski 16 października 1384 została córka Ludwika, Jadwiga Andegaweńska. W 1386 r. weszła ona w związek małżeński z księciem litewskim Jagiełłą, który 4 marca 1386 został koronowany na władcę Polski.

### Polska pod rządami Jagiellonów (1386–1572)

Polska i Litwa za panowania Władysława II Jagiełły

### Rzeczpospolita Obojga Narodów (1569–1795)

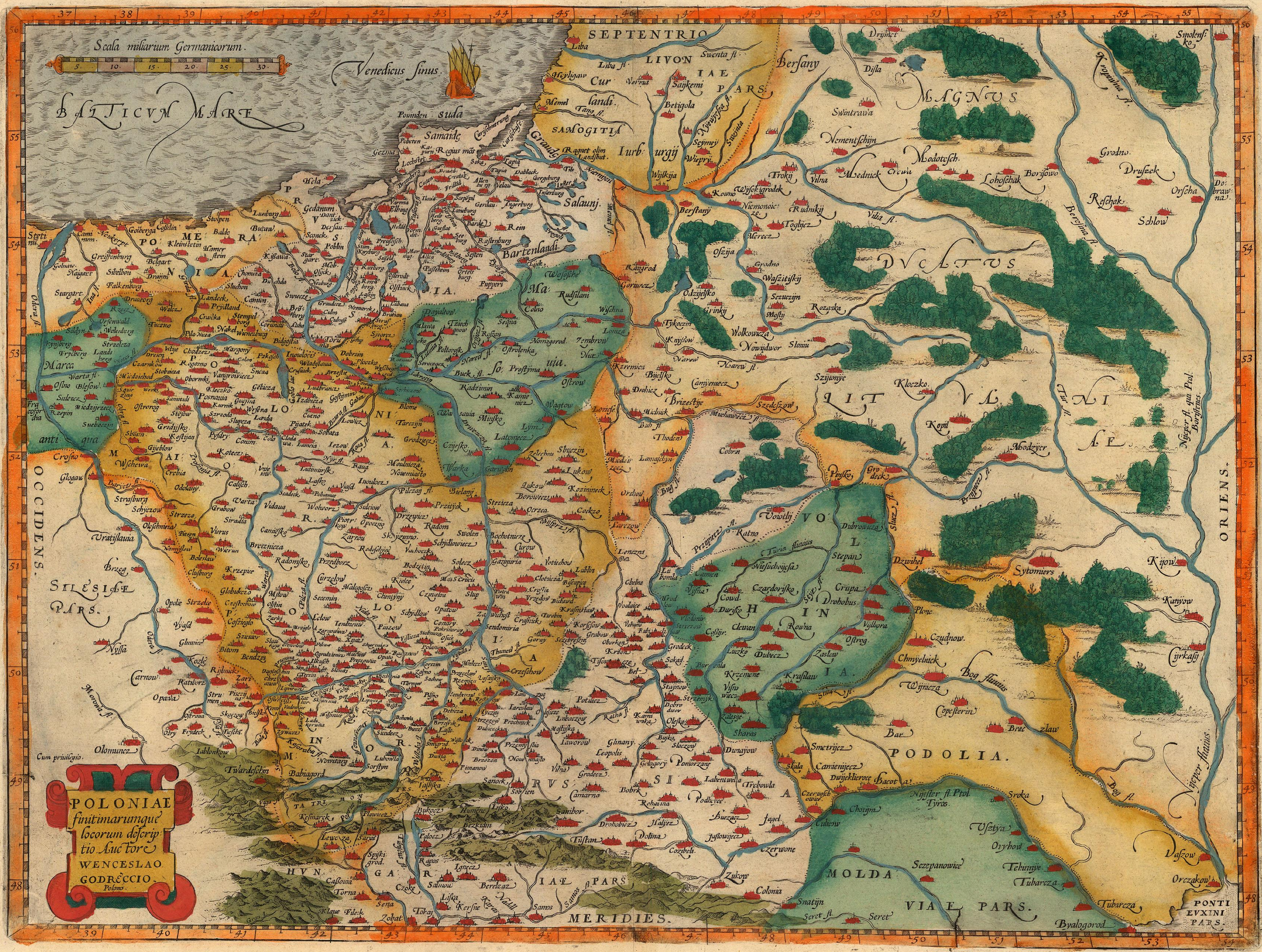
Poloniæ descriptio auctore Wenceslao Godreccio polono, Theatrum Orbis Terrarum, Abraham Ortelius w 1592 roku

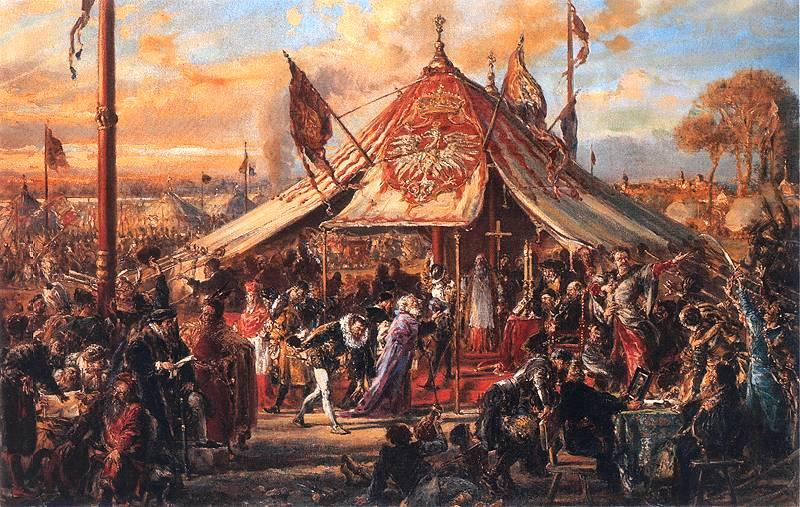
Jan Matejko, Potęga Rzeczypospolitej u zenitu. Złota wolność. Elekcja 1573

Państwo złożone z Korony Polskiej i Wielkiego Księstwa Litewskiego istniejące w latach 1569–1795 na mocy unii lubelskiej. Rozciągało się na terytorium dzisiejszej Polski, Litwy, Białorusi i Łotwy, a częściowo także Ukrainy, Estonii, Słowacji, Rosji i Mołdawii. W 1618 osiągnęło największy zasięg terytorialny wynoszący 990 tys. km². Było wtedy większe od Rosji i dwukrotnie większe od Francji. Liczba ludności wynosiła od 6,5 mln w 1569 do 14 mln w 1772 r. Panującym ustrojem była demokracja szlachecka, a głową państwa król elekcyjny.
Rzeczpospolita posiadała wysoką pozycję na arenie międzynarodowej do połowy XVII wieku. Wojny z sąsiadami, powstania kozackie i załamanie się popytu na eksportowane w dużej ilości zboże doprowadziły do kryzysu gospodarczego państwa. Po nim nastąpił także kryzys polityczny, prowadzący w efekcie do anarchii i rozkładu instytucji władzy. W XVIII wieku Rzeczpospolita wpadła w orbitę wpływów rosyjskich, a następnie została zlikwidowana na skutek trzech rozbiorów w 1772, 1793 i 1795 roku.

### Lata 1572–1697
7 lipca 1572 zmarł, bezpotomnie, ostatni przedstawiciel dynastii Jagiellonów w linii męskiej – Zygmunt August. W tej sytuacji Rzeczpospolita stanęła w obliczu pierwszej naprawdę wolnej elekcji (wprawdzie konstytucje z lat 1530 i 1538 r. gwarantowały wolny wybór, ale nie było w nich sprecyzowane, jak miałyby przebiegać). Wraz z problemami legislacyjnymi (konflikt na linii Uchański – Firlej), doszły konflikty szlachty dysydenckiej z katolicką. Na sejmie konwokacyjnym ustalono, za sprawą biskupa kujawskiego Stanisława Karnkowskiego, iż interrexem zostanie Jakub Uchański, prymas Polski oraz arcybiskup gnieźnieński. Na tym samym sejmie uchwalono również akt konfederacji warszawskiej. Był to dokument zapewniający równouprawnienie szlachty protestanckiej ze szlachtą katolicką. Gwarantował on pełną tolerancję religijną w Rzeczypospolitej Obojga Narodów. Sejm elekcyjny (5 IV – 20 V 1573) odbył się we wsi Kamień pod Warszawą (teren dzisiejszego Kamionka). Kandydatami byli: francuski książę Henryk d’ Anjou, arcyksiążę Ernest Habsburg, król szwedzki Jan Waza oraz car Rosji Iwan IV Groźny. Szlachta polska dokonała viritim wyboru Henryka Walezego, który tym samym został pierwszym polskim królem elekcyjnym.

### Lata 1697–1795

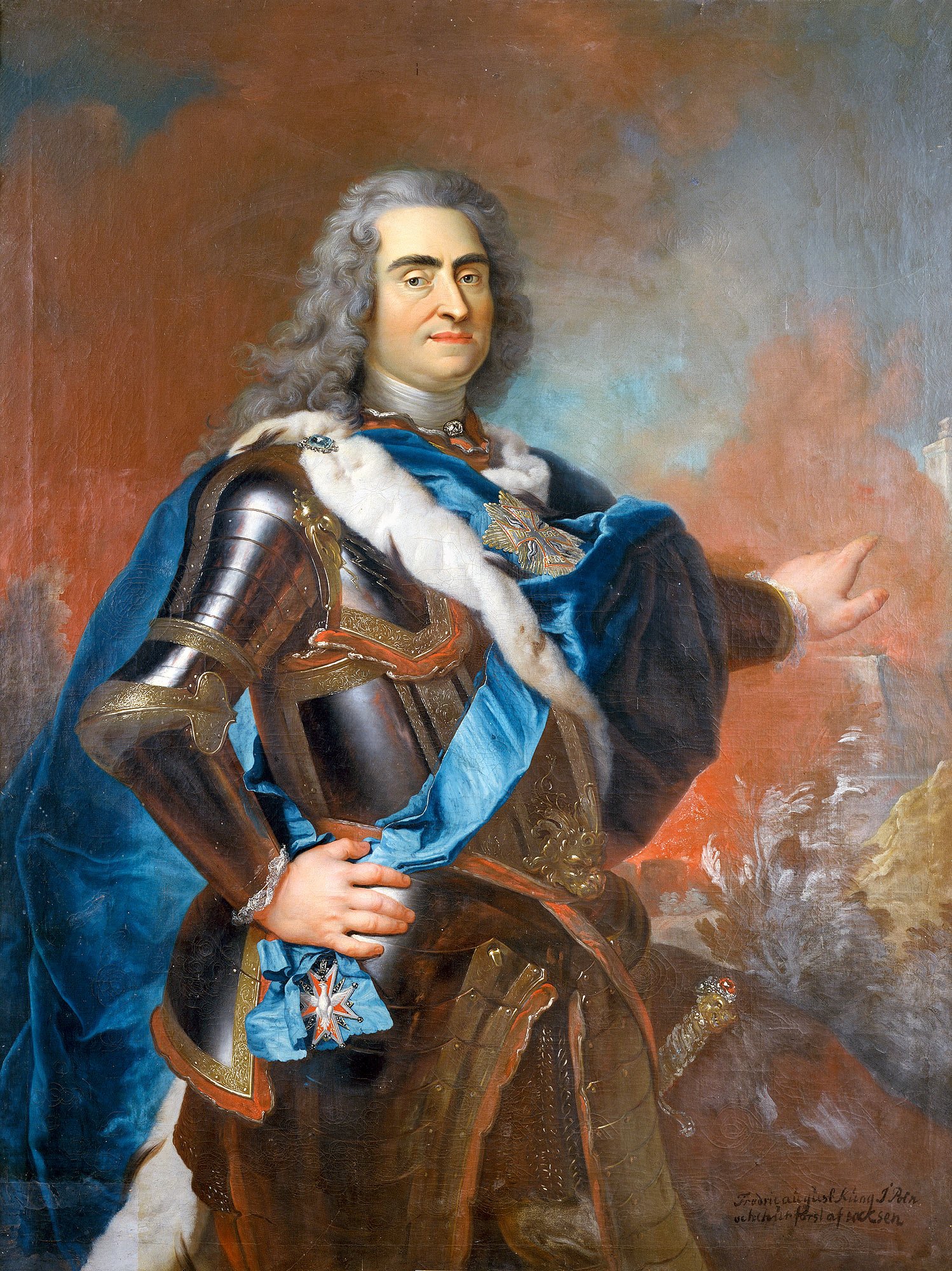
August II Mocny, obraz autorstwa Louis de Silvestre

Po śmierci Jana III dokonano podwójnej elekcji, wybrany został elektor saski Fryderyk August i książę francuski Franciszek di Conti. Choć Kondeusz zdobył więcej głosów, August, który cieszył się poparciem ościennych mocarstw, szybciej przybył do Polski, czym przechylił sprawę na swoją korzyść. Po jego koronacji 15 września 1697 roku Polskę i Saksonię połączyła unia personalna. August II, który w początkowych latach rządów zewsząd szukał poparcia i dążył do złączenia Saksonii i Polski, uznał niemal natychmiast koronację elektora Fryderyka I na króla pruskiego, sama zaś Rzeczpospolita zrobiła to dopiero w 1764 roku. August miał plany wzmocnienia władzy w Polsce poprzez opanowanie ziem utraconych przez Rzeczpospolitą. Zawarł w tym celu prywatny sojusz z carem Piotrem I, czym zaangażował się jako elektor w III wojnę północną (1700–1721). Rzeczpospolita stała się głównym teatrem działań, choć sama, do 1704 roku, nie brała udziału w wojnie. W 1704 roku August utracił tron polski, który objął wybrany pod naciskiem Szwedów Stanisław Leszczyński, a w 1706 roku pod naciskiem Szwedów abdykował. Utracił też Saksonię, którą zajęły wojska szwedzkie. Klęska Szwedów pod Połtawą 8 sierpnia 1708 roku odwróciła kartę, a August powrócił na tron w rok później. Jednak w 1715 roku konfederacja tarnogrodzka wypędziła Augusta, którego ponownie uratowało wkroczenie wojsk rosyjskich. Pod okiem armii carskiej sytuację rozładowały uchwały konfederacji warszawskiej i sejmu niemego z 1717 roku – dążenia absolutystyczne króla uległy załamaniu, liczebność wojska ograniczono do 24 tys. porcji żołnierskich, przepadła także szansa na unię realną polsko-saską. Istotne było także bezpośrednie włączenie się cara w sprawy polskie i zagwarantowanie wolności szlacheckich.
Wyrośnięcie Rosji na pozycję nowego potentata w Europie, zaniepokoiło inne mocarstwa, które na czele z Wielką Brytanią starały się zablokować rosyjskie postępy w Rzeczypospolitej. Zaproponowały one Augustowi podpisanie traktatu gwarantującego nienaruszalność Polski, jednak wycofanie się armii rosyjskiej w 1719 roku przekreśliło te plany. Pokój ze Szwecją w Nystadt z 1721 roku nie przyniósł żadnych zysków Rzeczypospolitej. Tumult toruński z 1724 roku poważnie nadwerężył wizerunek Polski, skazanie na śmierć 11 protestanckich mieszczan odbiło się szerokim echem w Europie, Polska była przedstawiana jako kraj nietolerancyjny i barbarzyński. Próby wykorzystania wydarzeń toruńskich przez Fryderyka II pruskiego jako pretekstu do zagarnięcia Prus Królewskich zatrzymała jedynie śmierć Piotra Wielkiego. Zaowocowało to jednak rozpoczęciem zawierania traktatów między państwami ościennymi chroniącymi prawa dysydentów w Rzeczypospolitej.

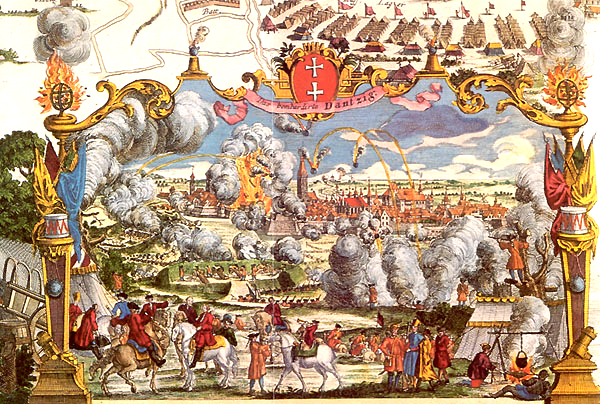
Oblężenie Gdańska w 1734 roku

Ostatnie lata panowania Augusta II wypełniły starania zagwarantowania tronu polskiego swemu synowi Fryderykowi Augustowi, determinowały one zarówno zewnętrzną i wewnętrzną politykę króla, polegającą zasadniczo na szukaniu jak najszerszego poparcia, za cenę każdego ustępstwa. Jednak Prusy, Austria i Rosja dążyły do zablokowania zarówno elekcji Wettyna, jak i Leszczyńskiego (Traktat Loewenwolda z 1732 roku), wysuwając kandydaturę infanta portugalskiego Emanuela. Po śmierci Augusta szlachta wybrała Leszczyńskiego, a Austria z Rosją wysunęły kandydaturę młodego Wettyna za cenę złota i zrzeczenia się Inflant i Kurlandii na rzecz Rosji. Wkrótce wybuchła wojna o sukcesję polską, gdyż Francja poparła Leszczyńskiego, jednak nie zrobiła nic, by realnie wzmóc jego kandydaturę. Leszczyński po upadku Gdańska i wspierającej go konfederacji dzikowskiej musiał udać się ponownie na emigrację.
W pierwszych latach panowania Augusta II na Litwie wybuchła wojna domowa pomiędzy Sapiehami a innymi rodami litewskimi, punktem rozstrzygającym była bitwa pod Olkienikami z 1700 roku, w której Sapiehowie ponieśli klęskę. Niepokoje na Litwie trwały jednak nadal, a sam kraj przejawiał tendencje separatystyczne, w roku 1698 i 1726 doszło do sejmów koekwacyjnych, które zrównały prawodawstwo litewskie i polskie. Na Ukrainie wybuchały bunty w latach 1702–1703.

### Okres zaborów (1795–1918)

#### 1795–1831
Rozdział historii Polski obejmujący okres od III rozbioru Polski do upadku powstania listopadowego. Po upadku państwa polskiego (1795) państwo polskie zostało podzielone przez 3 państwa: Austrię, Królestwo Prus i Rosję. Podział państwa spowodował falę emigracji, której głównym kierunkiem były tereny dzisiejszych Włoch, a także Saksonia i Francja. W styczniu 1797 powstały tam oddziały wojska polskiego zwane Legionami Polskimi we Włoszech. Dowódcą był generał Jan Henryk Dąbrowski. Legiony brały udział w bitwach o Rzym, a w lipcu 1797 doczekały się własnej pieśni zwanej Pieśnią Legionów Polskich we Włoszech, której 4 zwrotki stały się w 1926 polskim hymnem państwowym. Po pokonaniu 3 zaborców przez wojska francuskie i wyzwoleniu części ziem polskich utworzono w 1807 Księstwo Warszawskie. W 1809 zostało ono rozszerzone o część ziem zaboru austriackiego. Około 100 tys. armia polska wzięła udział we francuskiej inwazji na Rosję (1811–1812). Po klęsce Napoleona i zesłaniu go na Wyspę Świętej Heleny Księstwo Warszawskie zostało oddane pod administrację rosyjską. Po kongresie wiedeńskim (1815) jego nazwa została zmieniona na Królestwo Polskie, z carem rosyjskim jako królem Polski. 29 listopada 1830 wybuchło w Królestwie Polskim powstanie listopadowe, które 25 stycznia 1831, po detronizacji cara Mikołaja I, przekształciło się w wojnę polsko-rosyjską. Wojna ta zakończyła się zwycięstwem Rosji. Królestwo Polskie straciło większość atrybutów niezależności i de facto stało się częścią Imperium Rosyjskiego.

#### 1831–1914
Rozdział historii Polski obejmujący okres od upadku powstania listopadowego aż po wybuch I wojny światowej. W ciągu tych 83 lat w dziejach Polski doszło do wielu wydarzeń o ogromnym znaczeniu, w pierwszej mierze zaś do wydarzeń roku 1846, Wiosny Ludów, powstania styczniowego i rewolucji roku 1905. Wszystkie one, wraz z rozwojem polskiej myśli politycznej i tworzeniem się kierunków, ugrupowań i wreszcie partii politycznych oraz organizacji i związków zbrojnych lub organizacji paramilitarnych, a także działań na rzecz budowy nowoczesnego społeczeństwa w sensie społecznym i gospodarczym, stanowiły o historii tego okresu. W sensie historycznym należy tu wyodrębnić Wielką Emigrację, która w latach 1831–1863 tworzyła i decydowała o kierunkach polskich ruchów narodowo-niepodległościowych, pracę organiczną, która legła u podstaw gospodarczego rozwoju Polski pod zaborami, ruchy niepodległościowe (partyzantka Zaliwskiego, powstanie krakowskie, Wiosna Ludów, powstanie styczniowe), aż po ostatnie działania organizacji lewicowych, narodowych, ludowych w początkach XX wieku.

### 1914–1918

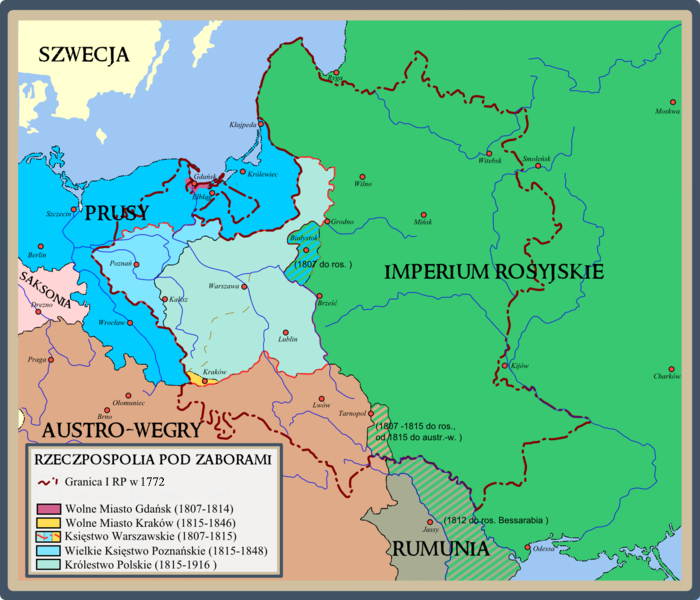
Polska okresu rozbiorów po kongresie wiedeńskim

Historia Polski w latach 1914–1918 obejmuje krótki, bo zaledwie pięcioletni fragment dziejów, ale wydarzenia tego pięciolecia zaważyły w sposób decydujący na sytuacji Polski na arenie tak międzynarodowej, jak i wewnętrznej. W 1914 roku wybuchła I wojna światowa z udziałem mocarstw rozbiorowych: Austro-Węgier, Niemiec i Rosji. Doprowadziła ona do rozbudzenia wśród Polaków poczucia tożsamości narodowej, a jej przebieg i rezultaty (przede wszystkim upadek wszystkich trzech mocarstw zaborczych) umożliwiły odtworzenie niepodległego państwa polskiego.
Okres ten zawiera się pomiędzy dwiema datami – 3 sierpnia 1914 (przemówienie Piłsudskiego do żołnierzy w krakowskiej dzielnicy Oleandry) i 11 listopada 1918 (przekazanie Piłsudskiemu władzy przez Radę Regencyjną). Na przestrzeni tego czasu – wraz z przesuwaniem się frontów i zmiennymi losami poszczególnych mocarstw zaborczych, kształtowały się zarówno koncepcje polskie (dotyczące sposobów i dróg do odzyskania niepodległości), jak i koncepcje zaborców oraz Europy Zachodniej i Stanów Zjednoczonych, prowadzące do rozwiązania sprawy polskiej. W rezultacie trudnego wcześniej do przewidzenia przebiegu wojny wszystkie zainteresowane strony musiały prześcigać się w deklaracjach, a wkrótce także i w czynach, które legły u podstaw tworzenia polskiego wojska (Austro-Węgry, okupacja niemiecka, Rosja, Francja) i zalążków organizmu państwowego (okupacja niemiecka, Francja). Wszystko to razem sprawiło, że gdy 11 listopada 1918 roku I wojna światowa została zakończona, Polska powstała jako państwo uznane na arenie międzynarodowej, dysponujące przygotowaną kadrą polityczną i administracyjną oraz zawiązkami wojska, organów władzy wykonawczej i sądowniczej.

### II Rzeczpospolita (1918–1939)
II Rzeczpospolita to popularna nazwa państwa polskiego w latach 1918–1939. Urzędowym językiem II Rzeczypospolitej był polski, a walutą złoty polski. II Rzeczpospolita była suwerenną republiką demokratyczną z wielopartyjnym ustrojem parlamentarno-gabinetowym. Ustrój ten uległ poważnej modyfikacji na skutek przewrotu majowego, który miał miejsce 12–15 maja 1926 r., kiedy to został przekształcony w system prezydencko-autorytarny. Za jej formalny początek przyjmuje się 11 listopada 1918 r., kiedy to władzę wojskową w Warszawie objął Józef Piłsudski. Za jej koniec można uznać przekazanie władzy przez prezydenta Ignacego Mościckiego Polskiemu Rządowi na Uchodźstwie, które miało miejsce 25 września 1939 r. lub też przekroczenie granicy kraju przez Rząd Rzeczypospolitej 17 września 1939 r.

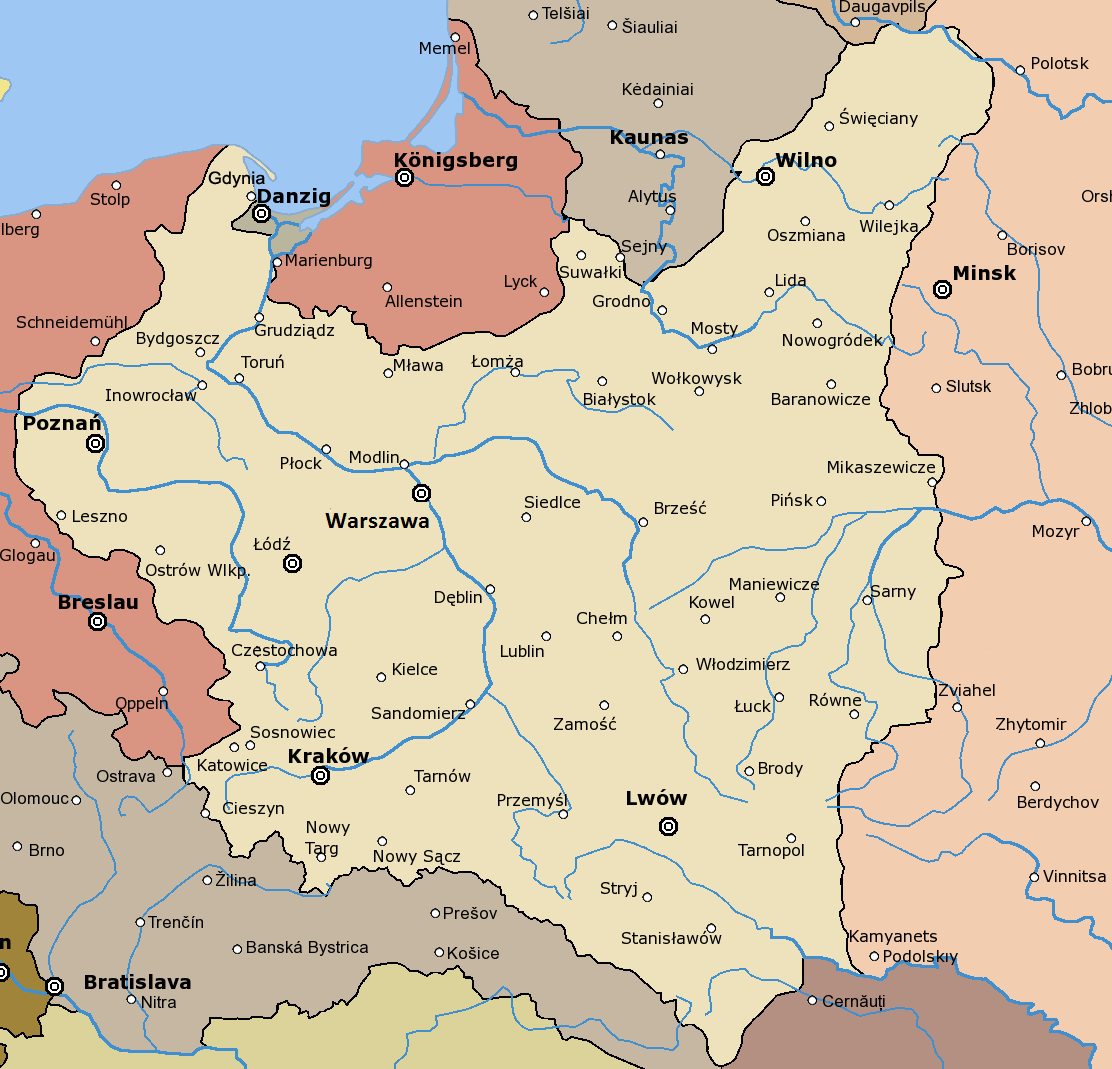
Terytorium II Rzeczypospolitej po odzyskaniu przez Polskę niepodległości w 1918

Historia Polski lat 1918–1939 obejmuje okres od odzyskania przez Polskę niepodległości do momentu ataku III Rzeszy 1 września 1939. Po zakończeniu I wojny światowej państwo polskie uzyskało niepodległość na skutek opuszczenia terenów Polski przez Niemcy i Rosję. Na opuszczonych terenach powstawały ośrodki władzy lokalnej, które po uzyskaniu niepodległości przekazały władzę rządowi centralnemu. 11 listopada Polacy przejęli kontrolę nad Warszawą, a 3 dni później państwo polskie zostało uznane przez państwa zachodnie. Oficjalnie nowo powstałe państwo polskie przyjęło nazwę II Rzeczpospolita. Po odzyskaniu niepodległości zaczęto się zastanawiać nad koncepcją granic. Pierwszą z nich była koncepcja oparta na kryterium etnicznym. Zwolennikiem tej teorii był Roman Dmowski. Drugą koncepcją było stworzenie granicy na wschodzie najdalej jak tylko się da, by osłabić Rosję. W marcu 1919 roku uchwalono Konstytucję i przeprowadzono pierwsze wybory parlamentarne. Pierwszym premierem w historii Polski został Jędrzej Moraczewski.
W 1922 roku na skutek szalejącej inflacji Władysław Grabski przeprowadził reformę skarbowo-walutową, zastępując markę złotówką. W tym samym roku powołany został rząd Wincentego Witosa (tzw. rząd chjeno-piasta), który doprowadził do kryzysu polityczno-gospodarczego. W 1926 roku, mimo katastrofalnej sytuacji – koalicja chjeno-piasta na czele z Wincentym Witosem ponownie objęła rządy w kraju. Wówczas wybudowano również port w Gdyni mający zapewnić Polsce dostęp do morza. Autorem tego pomysłu był Eugeniusz Kwiatkowski. Mimo wszystko Józef Piłsudski, by nie dopuścić ponownie do kryzysu, przeprowadził pucz wojskowy (tzw. zamach majowy). Na skutek trzydniowych walk zginęło 200 osób, a sam prezydent i rząd podali się do dymisji. Po zamachu majowym rządy w Polsce przejęła sanacja. Utworzyła ona obóz polityczny znany jako Bezpartyjny Blok Współpracy z Rządem (BBWR). W 1930 r. posunął się do aresztowań członków opozycji, których po pokazowych procesach umieszczono w więzieniach w Brześciu i Berezie Kartuskiej. Dzięki temu BBWR zdobył 249 miejsc w sejmie i 77 w Senacie. Mając absolutną większość BBWR przeforsował projekt zmian w ordynacji wyborczej i zmniejszenia liczby posłów i senatorów. W kwietniu 1935 roku BBWR przyjął w sejmie przez aklamację konstytucję zwiększającą uprawnienia prezydenta. Po klęsce w sfałszowanych i zbojkotowanych przez opozycję wyborach parlamentarnych 1935 r. BBWR został rozwiązany, a jego członkowie założyli Obóz Zjednoczenia Narodowego (OZN). W 1938 roku po raz ostatni odbyły się wybory parlamentarne w Polsce, w których jedyną partią, która dostała się do Sejmu oprócz mniejszości narodowych, był OZN. W 1939 roku, po agresji III Rzeszy na Polskę, nastąpił kres istnienia II Rzeczypospolitej.

### II wojna światowa (1939–1945)

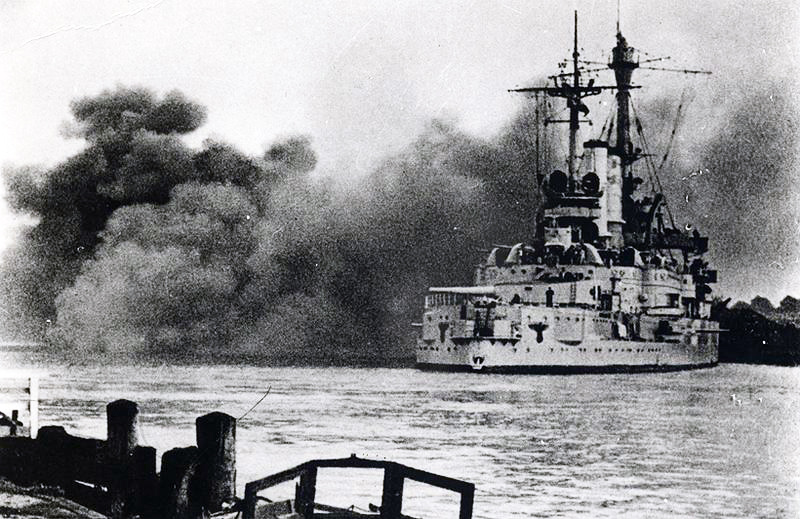
1 września 1939 – niemiecki pancernik „Schleswig-Holstein” ostrzelał polską placówkę wojskową na Westerplatte

#### Kampania wrześniowa
23 sierpnia w Moskwie został podpisany układ o nieagresji między Niemcami i ZSRR (tzw. pakt Ribbentrop-Mołotow). Zawierał on tajny protokół dodatkowy, który przewidywał podział Europy Wschodniej, w tym terytorium Polski, na niemiecką i sowiecką strefę wpływów. Na mocy postanowień paktu, 1 września 1939 rozpoczęła się agresja niemiecka na Polskę. 17 września 1939 nastąpiła agresja sowiecka.
Atak Niemiec i ZSRR z dwóch stron, oraz brak realnej pomocy militarnej państw zachodnich (zobowiązanych do tego układami o pomocy wzajemnej), spowodował, iż Polska po 35 dniach walk przegrała kampanię wrześniową. Władze państwowe przeszły do Rumunii (gdzie zostały internowane), planując przedostanie się do Francji i utworzenie tam ośrodka władzy na emigracji.

#### Rząd na uchodźstwie
Po rezygnacji prezydenta RP Ignacego Mościckiego odbudową najważniejszych struktur państwa polskiego we Francji (przy akceptacji i poparciu tego państwa) zajęli się politycy będący w większości przed 1939 w opozycji do rządzącego obozu sanacyjnego. Nowy rząd Rzeczypospolitej Polskiej na uchodźstwie, został utworzony przez członków partii politycznych Polska Partia Socjalistyczna, Stronnictwo Narodowe, Stronnictwo Ludowe, Stronnictwo Pracy. 29 września prezydentem Rzeczypospolitej Polskiej został Władysław Raczkiewicz, który 30 września powołał gen. Władysława Sikorskiego na stanowisko premiera (a także 7 listopada 1939 powierzył mu funkcję Naczelnego Wodza). 9 grudnia powołano również Radę Narodową Rzeczypospolitej Polskiej, działającą w charakterze parlamentu na emigracji.

#### Okupacja i represje

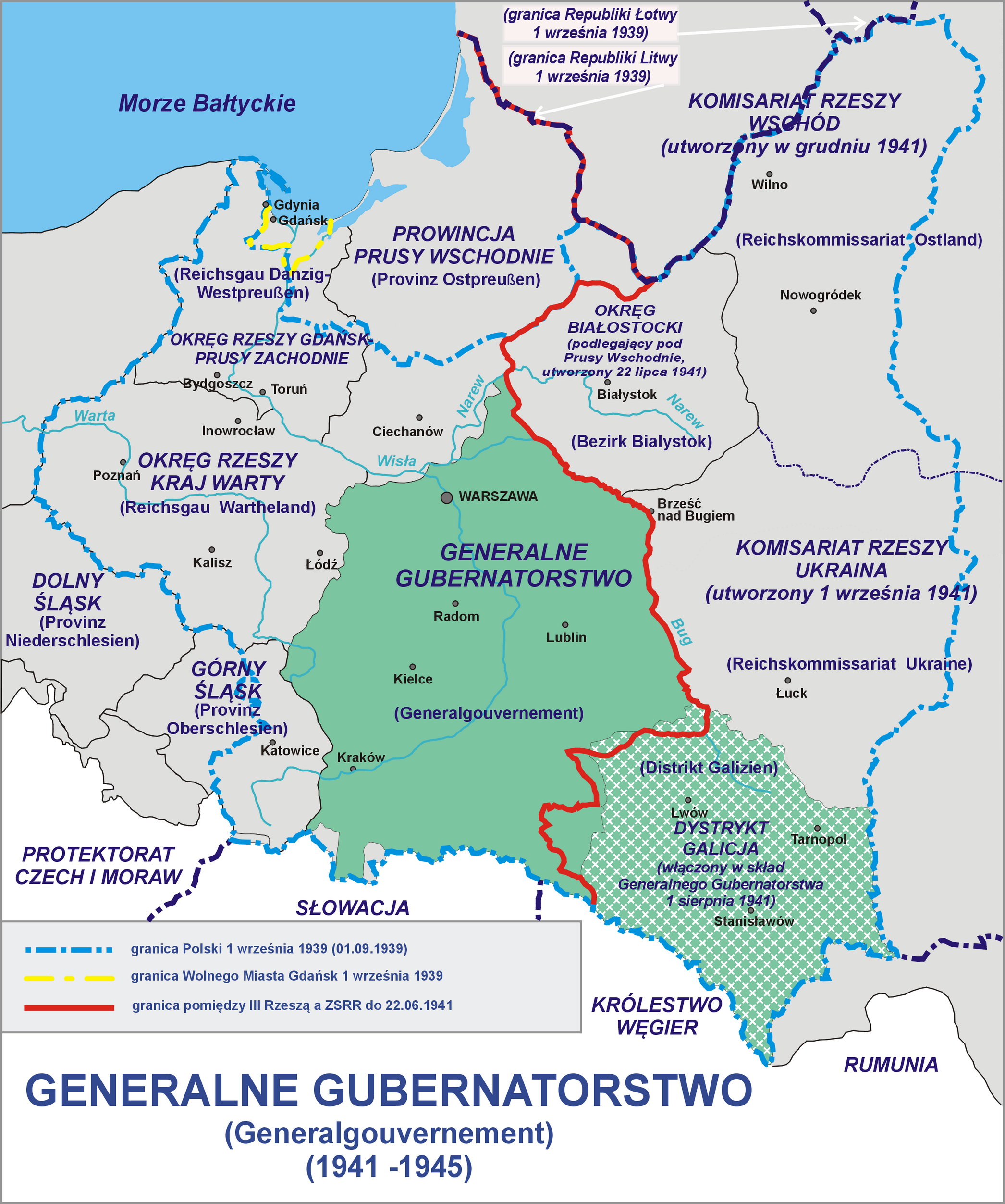
Mapa okupowanej Polski

Podział terytorium Polski pomiędzy III Rzeszę i ZSRR, dokonał się na mocy podpisanego 28 września 1939, niemiecko-sowieckiego traktatu o granicach i przyjaźni. W dokumencie tym oba państwa ogłosiły koniec państwa polskiego, łamiąc zasady prawa międzynarodowego i przedwojenne układy z II Rzecząpospolitą. Podział terytorium Polski dokonał się na linii rozgraniczającej strefy wpływu obu okupantów, poprowadzonej wzdłuż linii rzek San-Bug-Narew-Pisa. W dodatkowym protokole Gestapo i NKWD oraz inne służby bezpieczeństwa, zobowiązały się do współpracy w zakresie zwalczania polskiego ruchu oporu i organizacji niepodległościowych.
Tereny pod okupacją niemiecką, podzielono na dwie części: ziemie północne i zachodnie włączono do III Rzeszy, z reszty utworzono Generalne Gubernatorstwo. Ziemie polskie zajęte przez ZSRR zostały wcielone do państwa sowieckiego – Wileńszczyzna została natomiast przekazana Litwie, a następnie włączona do ZSRR w sierpniu 1940.
Ludność zamieszkująca tereny zajęte przez sowietów stała się obiektem masowych deportacji na wschód, przede wszystkim w pierwszej połowie 1940 roku i w połowie 1941. Represje dotyczyły wojskowych i policjantów, inteligentów, urzędników administracji, ziemian, komunistów, duchownych itp. Deportowano ok. 1,5 mln osób. Symbolem stalinowskiego terroru stał się los ok. 15 tys. polskich oficerów zamordowanych w Katyniu i innych miejscach.
Tereny okupowane przez Niemców objęte były stanem wojennym i wyłączone spod prawa. Ludność z Generalnego Gubernatorstwa masowo wysyłano do Niemiec jako tanią siłę roboczą, zaś z terenów włączonych do Rzeszy wysiedlano ludność do Generalnego Gubernatorstwa (operacja Tannenberg). W latach 1939–1941 wysiedlono z ziem włączonych ok. 700–800 tys. osób, a do Rzeszy wysłano ok. 740 tys. osób. Rozstrzelanie 26 grudnia 1939 w Wawrze 106 zakładników stało się końcem złudzeń o charakterze okupacji niemieckiej. Niemcy dążyli do likwidacji polskiej inteligencji, co rozpoczęli zaraz po zakończeniu działań wojennych (Intelligenzaktion, Akcja AB), drugą kategorią ofiar byli pacjenci zakładów psychiatrycznych i inwalidzi. Ludność żydowska została niemal natychmiast symbolicznie odseparowana, a od 1940 roku osadzana w gettach. Proces masowych mordów Żydów rozpoczął się w 1942 roku, a największymi obozami zagłady były KL Auschwitz i KL Treblinka, położone na ziemiach polskich. W 1943 roku rozpoczęto likwidacje gett, 18 stycznia w warszawskim getcie wybuchło, krwawo stłumione, straceńcze powstanie. Wzrastał rozmiar terroru niemieckiego – w miastach odbywały się łapanki i rozstrzeliwania, a wsie były pacyfikowane (przede wszystkim okręg zamojski). Masowo ginęli żołnierze przetrzymywani w obozach jenieckich na ziemiach polskich. Ogółem ok. 6 mln obywateli Polski zginęło w czasie drugiej wojny światowej, z czego 2,9 mln stanowili Żydzi, a 644 tys. ofiary działań wojennych. Na ziemiach polskich zginęło ponad 11 mln ludzi, w tym 5 mln Żydów, spośród 18 mln ofiar nazizmu.

#### Ruch oporu
Pod koniec kampanii wrześniowej (1 września-5 października 1939), zaczęły powstawać pierwsze organizacje konspiracyjne, prowadzące dalszą walkę z okupantami. Z regularnych formacji Wojska Polskiego powstał Oddział Wydzielony Wojska Polskiego (tzw. hubalczycy), dowodzony przez płk. H. Dobrzańskiego ps. „Hubal”. 27 września 1939 w Warszawie powstała Służba Zwycięstwu Polski, w grudniu 1939 przekształcona w Związek Walki Zbrojnej – były to pierwsze formacje zbrojne Polskiego Państwa Podziemnego.

### Polska Ludowa (1944–1989)
4 stycznia 1944 roku wojska 1 Frontu Ukraińskiego Armii Czerwonej przekroczyły granicę ZSRR z Polską w rejonie Rokitna. W konsekwencji rozpoczętej 22 czerwca 1944 ofensywy białoruskiej (operacja Bagration) Armia Czerwona wyparła Wehrmacht z terenów Białorusi i wschodnich terenów II Rzeczypospolitej i przewidywane było jej wkroczenie na terytorium Polski na zachód od tzw. linii Curzona, uznanej przez Wielką Brytanię, USA i ZSRR w tajnym porozumieniu na konferencji w Teheranie za powojenną granicę polsko-sowiecką. ZSRR nie utrzymywał stosunków dyplomatycznych z Rządem RP na uchodźstwie, uznawanym powszechnie za prawnego reprezentanta Polski. Stosunki sowiecko-polskie, zerwane przez ZSRR z chwilą agresji na Polskę 17 września 1939, wznowione układem Sikorski-Majski po ataku Niemiec na ZSRR zostały następnie ponownie jednostronnie zerwane przez ZSRR 27 kwietnia 1943 wobec ujawnienia zbrodni katyńskiej i zwrócenia się przez Rząd RP na uchodźstwie do Międzynarodowego Czerwonego Krzyża o przeprowadzenie śledztwa w tej sprawie. Próby mediacji brytyjskiej dla przywrócenia sowiecko-polskich stosunków dyplomatycznych podejmowane w pierwszej połowie 1944 zakończyły się fiaskiem wobec stanowiska Moskwy, która jako warunek wstępny ich wznowienia stawiała ultymatywne żądania natychmiastowego ustalenia granicy polsko-sowieckiej na tzw. linii Curzona i zmian personalnych w składzie Rządu RP i dowództwa Polskich Sił Zbrojnych.
W konsekwencji Józef Stalin zadecydował o powołaniu tymczasowego organu władzy wykonawczej w Rzeczypospolitej Polskiej na obszarze wyzwalanym spod okupacji niemieckiej – pomiędzy przesuwającą się linią frontu sowiecko-niemieckiego a linią Curzona – Polskiego Komitetu Wyzwolenia Narodowego (PKWN). PKWN został powołany w Moskwie (zob. rząd marionetkowy) i funkcjonował pod polityczną kontrolą Józefa Stalina. Zdominowany był przez komunistów polskich i realizował politykę ZSRR w Polsce. Na powstanie PKWN mieli dominujący wpływ komuniści z Centralnego Biura Komunistów Polski, jednak ostateczną decyzję o jego powstaniu podjął Józef Stalin. Decyzję o jego utworzeniu podjęto w Moskwie między 18 a 20 lipca 1944, a samą nazwę (kopię nazwy działającego od 1943 pod przewodnictwem de Gaulle’a Francuskiego Komitetu Wyzwolenia Narodowego) osobiście zaakceptował Józef Stalin, decydując również o składzie osobowym komitetu. 22 lipca 1944 roku Radio Moskwa poinformowało, że PKWN powstał w Chełmie (pierwszym mieście polskim na zachód od linii Curzona) zajętym przez Armię Czerwoną w ofensywie białoruskiej (od czerwca 1944). W rzeczywistości pierwsi członkowie PKWN dotarli bezpośrednio z Moskwy do Lublina dopiero 27 lipca 1944.
31 grudnia 1944 przekształcono PKWN w Rząd Tymczasowy Rzeczypospolitej Polskiej z Edwardem Osóbką-Morawskim na czele. Na konferencji jałtańskiej w lutym 1945 roku Wielka Trójka ustaliła, że nowy rząd Polski powstanie przez uzupełnienie składu Rządu Tymczasowego (na jego bazie), poprzez wprowadzenie do niego indywidualnych „Polaków z kraju i zagranicy” – całkowicie przemilczano istnienie Rządu RP na emigracji jako podmiotu prawa międzynarodowego. 28 czerwca 1945 po konferencji w Moskwie z udziałem Stanisława Mikołajczyka RTRP przekształcił się w Tymczasowy Rząd Jedności Narodowej, TRJN poprzez wprowadzenie do niego pięciu ministrów związanych z Mikołajczykiem, którzy objęli drugorzędne resorty z wicepremierem i ministrem rolnictwa Stanisławem Mikołajczykiem na czele. Równolegle do konferencji w Moskwie toczył się pokazowy proces szesnastu aresztowanych pod pretekstem rokowań dla wykonania postanowień jałtańskich przywódców Polskiego Państwa Podziemnego.
6 lipca 1945 dotychczasowi sojusznicy Rzeczypospolitej, Wielka Brytania i Stany Zjednoczone wycofali uznanie dyplomatyczne Rządu RP na uchodźstwie, uznając powołanie Tymczasowego Rządu Jedności Narodowej z udziałem Stanisława Mikołajczyka za wykonanie postanowień konferencji jałtańskiej w kwestii powołania rządu polskiego uznawanego przez wszystkie państwa tzw. Wielkiej Trójki (Wielką Brytanię, USA i ZSRR).
Wyniki wyborów w styczniu 1947 roku w Polsce, które zgodnie z postanowieniami konferencji jałtańskiej miały stanowić legitymizację władzy w Polsce (do „demokratycznych wyborów” rządzić miał Tymczasowy Rząd Jedności Narodowej powołany w trakcie konferencji moskiewskiej w czerwcu 1945 roku pod nadzorem trzech mocarstw koalicji antyhitlerowskiej – Wielkiej Brytanii, USA i ZSRR) zostały sfałszowane przez aparat policyjny (Ministerstwo Bezpieczeństwa Publicznego) podporządkowany PPR, przy bezpośrednim udziale funkcjonariuszy NKWD. Ogłoszony w ten sposób „zwycięski” wynik wyborczy tzw. Bloku Demokratycznego (złożonego z PPR, koncesjonowanego PPS i satelickich wobec PPR ugrupowań) wobec opozycyjnego PSL był formalną legitymizacją władzy PPR i jej spadkobierców w Polsce w świetle prawa międzynarodowego. Wyniki sfałszowanych wyborów nie zostały bowiem zakwestionowane przez Wielką Brytanię i USA, gwarantów porozumienia jałtańskiego. Były premier RP, wicepremier TRJN i prezes PSL Stanisław Mikołajczyk został, wobec groźby aresztowania, zmuszony do ucieczki za granicę.
Polska stała się w konsekwencji państwem zależnym od ZSRR, o ustroju niedemokratycznym, który z czasem przybrał postać tzw. realnego socjalizmu. Oficjalnie było to państwo socjalistyczne, a według konstytucji, państwo demokracji ludowej; przez przeciwników jednak ustrój ten określany był jako komunizm, w Polsce jednak nie skolektywizowano w pełni rolnictwa, większość ziemi pozostała w rękach prywatnych i zawsze istniały elementy wolności gospodarczej. Rozwój gospodarczy utrudniały charakterystyczne cechy systemu gospodarczo-politycznego PRL – niesprawny mechanizm sporządzania i realizacji planów, związany z ograniczeniami rozwoju indywidualnej inicjatywy gospodarczej (spowodowanymi barierami doktrynalnymi), marnotrawny sposób zarządzania, nieracjonalny dobór proporcji i kierunków inwestowania w gospodarce (wynikający z narzuconych priorytetów polityczno-propagandowych, np. nadmierne rozwijanie przemysłu zbrojeniowego kosztem innych gałęzi gospodarki), niewystarczające kwalifikacje kadr kierowniczych i dowolność w stosowaniu doraźnych bodźców gospodarczych. Czynniki te spowodowały, iż polska gospodarka, która pod względem wypracowanego PKB do 1960 r. znajdowała się na poziomie porównywalnym do Hiszpanii czy Grecji, stopniowo traciła dynamikę rozwojową i pogłębiała zacofanie gospodarcze (w 1982 r. Hiszpanii było o ok. 202,44% wyższe niż w PRL).
W okresie 1989–1991 jako efekt działań politycznych, państwo to uległo przekształceniu w demokratyczną Rzeczpospolitą Polską, określaną jako III Rzeczpospolita. Kluczowy udział w tym procesie miało powstanie ruchu „Solidarności” oraz wspieranie jego działalności przez papieża Jana Pawła II.

### III Rzeczpospolita (od 1989)
W 1989 roku w Polsce obalono ustrój komunistyczny. W tym samym roku zostały przeprowadzone częściowo wolne wybory parlamentarne (częściowo, ponieważ rządząca w tym czasie komunistyczna Polska Zjednoczona Partia Robotnicza miała zapewnione 65% miejsc w Sejmie). Współczesne państwo polskie określane jest mianem III Rzeczypospolitej. Jest państwem demokratycznym o gospodarce wolnorynkowej. Graniczy z Niemcami (na zachodzie), Czechami, Słowacją (na południu), Ukrainą, Białorusią, Litwą (na wschodzie) i Rosją (obwodem królewieckim, na północy), a poprzez granicę morską (granicę wyłącznej strefy ekonomicznej) również z Danią oraz Szwecją. Jest członkiem Unii Europejskiej, NATO, ONZ, OECD, Grupy Wyszehradzkiej, Trójkąta Weimarskiego, Trójkąta Kaliningradzkiego i wielu innych organizacji międzynarodowych.

## Periodyzacja
Powyższa periodyzacja dziejów Polski została sporządzona na potrzeby Wikipedii. Jest ona zbliżona do najczęstszego sposobu podziału historii Polski stosowanego w literaturze. W literaturze przedmiotu zwykle wyróżnia się historię średniowieczną Polski (z podziałem na państwo pierwszych Piastów do 1138, okres rozbicia dzielnicowego, okres zjednoczonego królestwa i okres jagielloński) i historię nowożytną (okres jagielloński i okres elekcyjny, niekiedy z dodatkowymi podziałami). Kolejny etap stanowi okres rozbiorów, zwykle ujmowany jako osobna epoka historyczna (XIX wiek). XX wiek według większości opracowań w odniesieniu do Polski rozpoczął się wraz z utworzeniem II Rzeczypospolitej. Dla tego wieku wyróżnia się dodatkowo okres PRL i III RP. Dokładne daty graniczne poszczególnych epok są kwestią sporną.